# Маркета Лазарова (фільм)
«Маркета Лазарова» (чеськ. Marketa Lazarová) — чехословацький фільм-драма режисера Франтішка Влачила на основі однойменної книги чеського письменника, драматурга і кінорежисера Владислава Ванчури. У 1998 році фільм «Маркета Лазарова» був визнаний найважливішим фільмом у історії чеського кінематографу в рамках опитування кінокритиків та публіцистів.

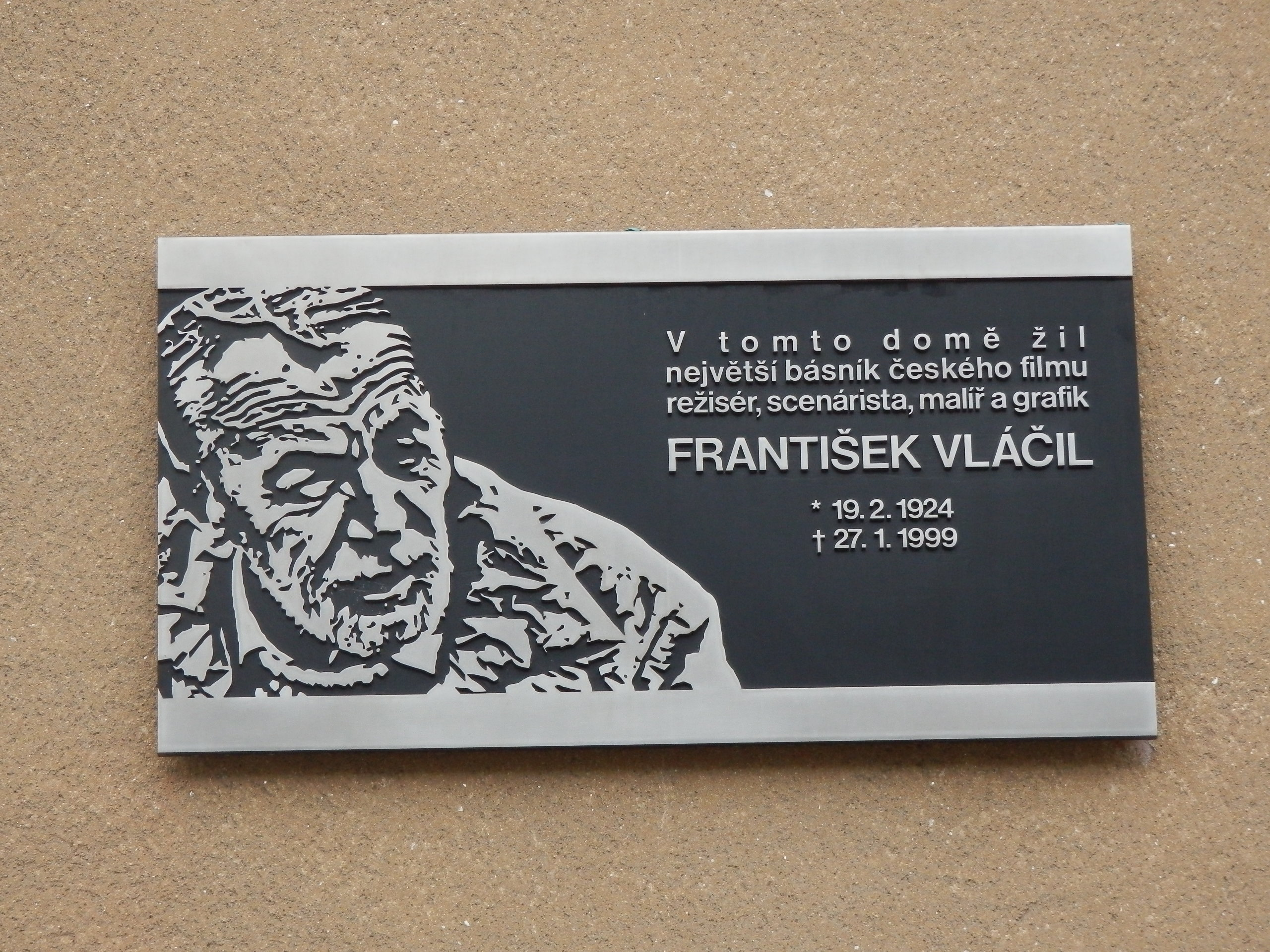
Меморіальна дошка на будинку
в Празі, де жив Франтішек Влачил

## Підготовка фільму
У 1961 році Франтішек Влачил завершив історичний фільм «Пастка диявола». Після її завершення він розпочав роботу над кінострічкою «Маркета Лазарова». Спочатку він розглядав можливість зняти фільм із двох частин. Пізніше розглядався навіть варіант фільму із чотирьох частин. Тепер фільм складається з двох частин: «Страба» (Вовк Страба) та «Ягнятко Боже».
Робота над сценарієм тривала три роки, а потім фільм знімали ще три роки. Загалом підготовка зайняла сім років
Зйомки були дуже складними, і акторам часто доводилося витримувати складні умови. Робота тривала з 1964 по 1966 рік. Зйомки проходили в різних місцях, але найбільше в Шумаві.. Однак деякі частини також були зняті в Словаччині.
Загалом фільм коштував 13 мільйонів і, таким чином, став найдорожчим чехословацьким фільмом. Високі витрати означали, що остання частина фільму «Королівські картини» не буде завершена, і Влачил був змушений знімати інший фільм «Долину бджіл» (1967).

## Ролі виконують
- Зденек Штепанек[cs] — Оповідач
- Йозеф Кемр[cs] — Козлик
- Франтішек Велецький[cs] — Миколаш
- Магда Вашарова[cs] — Маркета
- Надя Гейна — Катерина
- Ярослав Моучка — Ян
- Павло Ландовський — Сміл

## Роман і його екранізація
У порівня́нні з романом Владислава Ванчури «Маркета Лазарова» 1931 року фільм Франтішка Влачила не є точною екранізацією. У ньому значно підсиленими є похму́рість та примітивність умов життя персонажів. У стрічці є деякі мотиви з іншого роману Ванчури — «Картини з історії чеської нації». З цього ж роману мали бути взяті сюжетні історії для третьої частини фільму — «Королівські картини». Крім того Влачил у фільмі показав зіткнення християнського та язичницького світів.

## Музика
- У музиці до фільму чеський композитор Зденек Лішка використав мотиви григоріанського співу, чим підкреслив зіткнення християнського та язичницького світів.
- 9 жовтня 2015 року в рамках музичного фестивалю «Струни осені» в Форумі Карліна[cs] чеський музикант Петр Остроухов[cs] організував концерт з музики до фільму «Маркета Лазарова».[9][10]

## Реставрування фільму
Після створення фільму «Маркета Лазарова» його переглянули у кінотеатрах приблизно 1,3 мільйона глядачів. Пізніше протягом двох десятиліть він перебував здебільшого у сховищі. Після листопада 1989 року його час від часу показували на телебаченні та на ретроспективах режисера Франтішка Влачила за кордоном.
Однак шанувальники фільмів не хотіли погодитися з тим, що вони могли бачити роботу лише на старій відеокасеті з поганим зображенням і звуком. У кінці 1990-х років кінофільм Маркета Лазарова став переможцем у опитуванні чеських кінокритиків як найкращий художній фільм століття. Він також був нагороджений на декількох міжнародних кінофестивалях.
Фільм відновила студія Universal Production Partners (UPP) [Архівовано 12 травня 2021 у Wayback Machine.]. Бюджет проєкту становив майже два мільйони крон. Кінострічка вийшла на двох дисках — DVD та Blu-ray. Для реставрації були використані оригінальні кіноматеріали — двадцять одна кіноплівка. Працівники студії відновили сотні тисяч плівкових кадрів та видалили мільйони брудних плям та подряпин. Відновлена версія фільму мала світову прем'єру на Міжнародному кінофестивалі у Карлових Варах влітку 2011 року.

## Навколо фільму
- Для фільмування двору Козлика влітку 1965 року була вибрана двоповерхова прямокутна фортеця Клокочин [Архівовано 13 травня 2021 у Wayback Machine.] (чеськ. tvrz Klokočín) на кадастровій території села Малетиці[cs] в окрузі Пісек в Південночеському краї Чеської Республіки.[3]
- Франтішек Влачил не тільки ретельно вивчав та шив власноручно одяг для акторів, він два роки знімав акторський склад в лісі, щоб вони могли відчути спосіб мислення людей у ХІІІ столітті.
- Кінострічка входить до списку «1001 фільм, які ви повинні побачити, перш ніж померти»[en].

## Нагороди
- 1968 Нагорода Міжнародний кінофестиваль у Мар-дель-Платі:
  - особлива відзнака  — Франтішек Влачил[12]
- 1968 Нагорода Единбурзького міжнародного кінофестивалю[en] (Шотландія, Edinburgh International Film Festival):
  - почесний диплом[13]

- 1994 Нагорода Міжнародного кінофестивалю у Карлових Варах (Чехія):
  - премія критиків за найкращий чеський фільм за всі роки[14]